# Астрід Кумбернусс
Астрід Кумбернусс (нім. Astrid Kumbernuss; нар. 5 лютого 1970, Грефесмюлен, Мекленбург-Передня Померанія, Німецька Демократична Республіка) — німецька легкоатлетка, що спеціалізується на штовханні ядра, олімпійська чемпіонка 1996 року та бронзова призерка Оліммпійських ігор 2000 року, триразова чемпіонка світу, чемпіонка Європи.

## Кар'єра
| Рік                   | Змагання                         | Місто                   | Місце           | Примітки        |                 |
| Представник НДР       | Представник НДР                  | Представник НДР         | Представник НДР | Представник НДР | Представник НДР |
| --------------------- | -------------------------------- | ----------------------- | --------------- | --------------- | --------------- |
| 1990                  | Чемпіонат Європи                 | Спліт, Югославія        | 1               | 20.38 м         |                 |
| Представник Німеччина |                                  |                         |                 |                 |                 |
| 1992                  | Чемпіонат Європи в приміщенні    | Генуя, Італія           | 3               | 19.37 м         |                 |
| 1993                  | Чемпіонат світу                  | Штутгарт, Німеччина     | 6               | 19.42 м         |                 |
| 1993                  | Всесвітній легкоатлетичний фінал | Лондон, Велика Британія | 2               | 19.37 м         |                 |
| 1994                  | Чемпіонат Європи в приміщенні    | Париж, Франція          | 1               | 19.44 м         |                 |
| 1994                  | Чемпіонат Європи                 | Гельсінкі, Фінляндія    | 2               | 19.49 м         |                 |
| 1994                  | Всесвітній легкоатлетичний фінал | Лондон, Велика Британія | 3               | 18.89 м         |                 |
| 1995                  | Чемпіонат світу                  | Гетеборг, Швеція        | 1               | 21.22 м         |                 |
| 1995                  | Всесвітній легкоатлетичний фінал | Монте-Карло, Монако     | 1               | 20.20 м         |                 |
| 1996                  | Чемпіонат Європи в приміщенні    | Стокгольм, Швеція       | 1               | 19.79 м         |                 |
| 1996                  | Олімпійські ігри                 | Атланта, США            | 1               | 20.56 м         |                 |
| 1997                  | Чемпіонат світу в приміщенні     | Париж, Франція          | 2               | 19.92 м         |                 |
| 1997                  | Чемпіонат світу                  | Афіни, Греція           | 1               | 20.71 м         |                 |
| 1997                  | Всесвітній легкоатлетичний фінал | Фукуока, Японія         | 1               | 20.95 м         |                 |
| 1999                  | Чемпіонат світу                  | Севілья, Іспанія        | 1               | 19.85 м         |                 |
| 1999                  | Всесвітній легкоатлетичний фінал | Мюнхен, Німеччина       | 2               | 19.13 м         |                 |
| 2000                  | Чемпіонат Європи в приміщенні    | Гент, Бельгія           | 3               | 19.12 м         |                 |
| 2000                  | Олімпійські ігри                 | Сідней, Австралія       | 3               | 19.62 м         |                 |
| 2001                  | Чемпіонат світу                  | Едмонтон, Канада        | 6               | 19.25 м         |                 |
| 2001                  | Всесвітній легкоатлетичний фінал | Мельбурн, Австралія     | 1               | 18.94 м         |                 |
| 2002                  | Чемпіонат Європи                 | Мюнхен, Німеччина       | 4               | 19.22 м         |                 |
| 2002                  | Кубок світу IAAF                 | Мадрид, Іспанія         | 3               | 19.11 м         |                 |
| 2003                  | Чемпіонат світу в приміщенні     | Бірмінгем, Англія       | 3               | 19.86 м         |                 |
| 2003                  | Чемпіонат світу                  | Париж, Франція          | 15 (кв.)        | 17.83 м         |                 |
| 2003                  | Всесвітній легкоатлетичний фінал | Монако                  | 4               | 18.89 м         |                 |
| 2004                  | Олімпійські ігри                 | Афіни, Греція           | 14 (кв.)        | 17.89 м         |                 |